# Karel Pechan
Karel Pechan (1901 — data de falecimento desconhecido) foi um ciclista olímpico tchecoslovaco. Representou sua nação nos Jogos Olímpicos de Verão de 1924, na prova de perseguição por equipes.